# Црква Свете преподобне мати Параскеве у Лукову
Црква Свете преподобне мати Параскеве у Лукову, насељеном месту на територији града Врања, православни је храм који припада Епархији врањској Српске православне цркве.
Црква посвећена Светој преподобној мајци Параскеви подигнута је крајем 19. века, а последњи пут обновљена 2013. године, када је уређена унутрашњост и спољашњост цркве.